# Julio Bastos
Julio Bastos Fortet (Montevideo, Uruguay, 18 de setiembre de 1863-ídem, 13 de enero de 1929) fue un magistrado uruguayo, miembro de la Alta Corte de Justicia de su país desde 1908 hasta su muerte.

## Primeros años
Nacido en Montevideo, cursó el Bachillerato de Artes y Letras y posteriormente la Facultad de Derecho. 
En 1886 participó en la Revolución del Quebracho contra el régimen de Máximo Santos, siendo herido y tomado prisionero en la batalla en la que fueron derrotados los revolucionarios.
Se graduó como abogado en 1888 en la Facultad de Derecho.

## Carrera judicial (1892-1929)
En julio de 1892 ingresó a la magistratura al ser designado Juez Letrado en Artigas.
El 31 de enero de 1894 fue trasladado al cargo de Juez Letrado en Durazno. Allí contribuyó a la fundación del Liceo Departamental de Durazno.
En enero de 1897 fue ascendido a Montevideo como Juez Letrado de Instrucción de Primer Turno. En dicho carácter le tocó intervenir en la instrucción relativa al magnicidio del presidente Juan Idiarte Borda, cometido en agosto de 1897 por Avelino Arredondo, atribuyéndosele haber preservado la vida del homicida al momento de ser detenido en la escena del crimen.
En junio de 1898 fue nombrado Juez Letrado del Crimen, y en 1903 Juez Letrado de Comercio de Segundo Turno.
Fue designado Fiscal de lo Civil en julio de 1907 en reemplazo de Luis Romeu Burgues.
El 23 de diciembre de 1907, apenas constituida la primera Alta Corte de Justicia creada por ley 3.246, fue ascendido para integrar uno de los cargos en el Tribunal de Apelaciones de Primer Turno dejado vacante por los nuevos integrantes de la Corte.
Apenas unos meses después, el 14 de agosto de 1908, la Asamblea General lo eligió, junto a Romeu Burgues, como miembro de la Alta Corte, para reemplazar a los ministros renunciantes Domingo González y Carlos Fein. Se trataba de las primeras vacantes que se producían luego de la creación del tribunal.
La ley aprobada preveía en su artículo 36 que los miembros de la Alta Corte y todos los magistrados del Poder Judicial en general cesarían en su cargo al cumplir 70 años de edad, no estableciendo otro límite de duración del mismo, lo que llegaría solo con la Constitución de 1934. En consecuencia, Bastos hubiera podido permanecer en su puesto hasta 1933, cuando cumpliría la edad límite legalmente establecida.
Sin embargo, falleció el 13 de enero de 1929, a los 65 años, tras haber cumplido 20 años como miembro del máximo tribunal (un récord de permanencia que solo comparte con Benito Cuñarro y Abel Pinto). Fue el primer ministro de la Alta Corte, desde su creación en 1907, en fallecer en el ejercicio de su cargo. Fue sucedido en el mismo por Julio Guani.

## Otras actividades
Fue miembro destacado de la masonería uruguaya desde su juventud, habiendo ocupado el cargo de Gran Maestro entre 1906 y 1908 y nuevamente desde 1921 hasta su muerte.
Entre muchas otras actividades sociales y culturales, formó parte del Ateneo de Montevideo y ocupó su Presidencia a partir de 1911.
El 24 de diciembre de 1920 fue designado por el gobierno de Baltasar Brum como miembro de la Corte Permanente de Arbitraje, por el periodo 1921-1927. El 15 de enero de 1927 su mandato fue prorrogado por el gobierno de José Serrato para un nuevo período, 1927-1933, el que no llegaría a completar al ocurrir su fallecimiento.